# Meoneura krivosheinae
Meoneura krivosheinae är en tvåvingeart som beskrevs av Ozerov 1991. Meoneura krivosheinae ingår i släktet Meoneura och familjen kadaverflugor.
Artens utbredningsområde är Tadzjikistan. Inga underarter finns listade i Catalogue of Life.